# Río Lisva
El río Lisva (en ruso: Лысьва) es un río de Rusia y un afluente de la ribera izquierda del río Chusovaya, en la cuenca hidrográfica del río Volga, ya que el Chusovaya es afluente del río Kama, que a su vez vierte sus aguas en el Volga. Es un río de régimen nival.

## Geografía
El Lisva discurre por el krai de Perm. Nace en los montes Urales, tiene 112 km de largo y drena una cuenca de 1.010 km². Su pendiente media es de 1,6 m/km. 

## Topónimo
El nombre Lisva viene del komi Lis-Va, donde Lis quiere decir rama de picea y Va, agua. Este nombre lo comparte con la ciudad de Lisva, a la que baña con sus aguas.

## Enlaces y referencias
- En ruso
- En ruso (enlace roto disponible en Internet Archive; véase el historial, la primera versión y la última).

- Datos: Q2997403